# 烏克蘭武裝部隊最高統帥
烏克蘭武裝部隊最高統帥是烏克蘭武裝部隊的最高官員，根據烏克蘭憲法，職責由烏克蘭總統履行。
在國家特殊時期，最高統帥統率最高統帥部，并兼任最高統帥部主席，组织动员全国武装力量保卫国家。

## 憲法和立法地位
烏克蘭在1992年首次引入此職位。根據烏克蘭憲法，烏克蘭武裝部隊系統的最高統帥是烏克蘭總統。
根據烏克蘭憲法第106條，總統是烏克蘭武裝部隊的最高統帥。在應對烏克蘭被武裝侵略的情況下，總統可決定使用烏克蘭武裝部隊保衛國家免受侵略者的侵害。總統領導烏克蘭國家安全和國防委員會。
根據烏克蘭憲法第106條第17款和烏克蘭《烏克蘭武裝部隊法》第7條，在特殊時期，烏克蘭總統作為烏克蘭武裝力量的最高統帥，可以通過最高統帥部領導武裝力量和其他軍事編隊。 

## 現任最高統帥

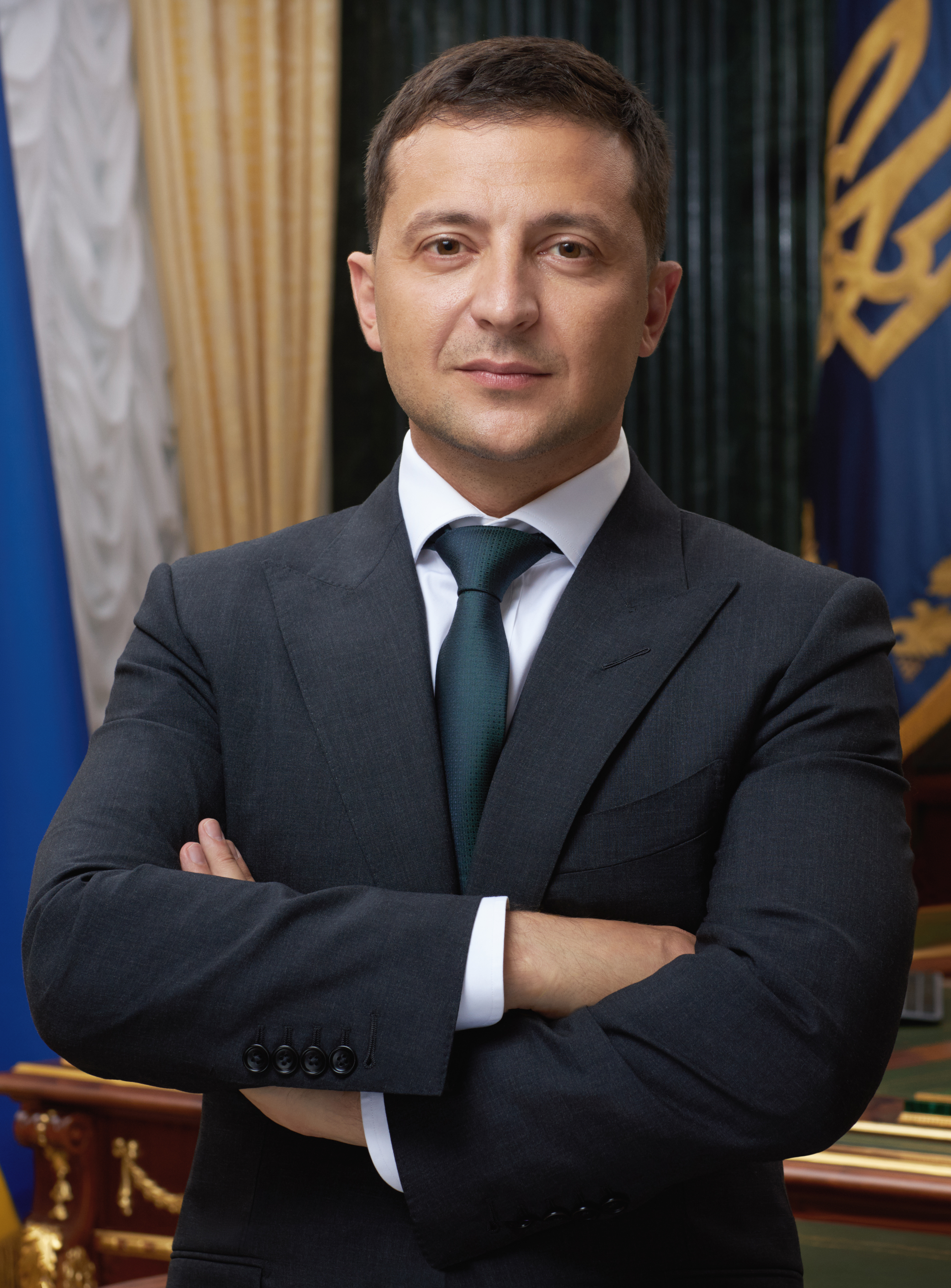
烏克蘭總統弗拉基米尔·泽连斯基為武裝部隊最高統帥

自2019年5月20日起，烏克蘭武裝部隊最高統帥是烏克蘭總統澤連斯基。